# Charles de Lorena de Vaudémont
Charles de Lorena de Vaudémont (Ferrara, 20 de abril de 1561 - Paris, 30 de outubro de 1587) foi um cardeal do século XVII

## Biografia
Nasceu em Nomeny em 20 de abril de 1561. Filho de Nicolas de Lorraine, conde de Vaudémont, e sua segunda esposa, Jeanne de Savoie-Nemurs. Irmão da rainha Louise, esposa do rei Henrique III da França. Tio do cardeal Carlos de Lorena (1589).
Estudou teologia com grande fervor e interesse na Universidade Jesuíta de Pont-à-Mousson..
Quando sua irmã se casou com o rei da França, ele foi chamado à corte, mas logo voltou à universidade para terminar os estudos. Abade comendatário de Moissac, 1571-1580..
Criado cardeal diácono no consistório de 21 de fevereiro de 1578. Nomeado administrador da sé de Toul, até completar 27 anos, em 9 de março de 1580; administrou a sé até sua morte. Na Universidade de Pont-à-Mousson, em 1580, entregou, com grande aplauso e reputação, uma dissertação teológica pública que dedicou ao Papa Gregório XIII. Comendador da Ordem de Saint-Esprit em 1583..
Recebeu o diaconato em 23 de dezembro de 1583..
Eleito bispo de Verdun, 7 de janeiro de 1585. Não participou do conclave de 1585, que elegeu o Papa Sisto V. Recebeu o barrete vermelho e a diaconia de S. Maria em Domnica, em 24 de junho de 1585..
Ordenado em 25 de novembro de 1586, na catedral de Verdun. Nessa mesma data, recebeu a consagração episcopal de Antoine Fournier, CRSA, bispo titular de Basilitano e auxiliar de Metz. Optou pela ordem dos cardeais sacerdotes e pelo título de SS. Trinità al Monte Pincio, 20 de abril de 1587..
Morreu em Paris em 30 de outubro de 1587. Enterrado no mosteiro dos Cordeliers (franciscanos), Nancy..